# Liste der Biografien/Fes
Liste der Biografien |
Portal Biografien |
Personensuche
# |
A |
B |
C |
D |
E |
F |
G |
H |
I |
J |
K |
L |
M |
N |
O |
P |
Q |
R |
S |
T |
U |
V |
W |
X |
Y |
Z |
?
 
Fa |
Fe |
Ff |
Fh |
Fi |
Fj |
Fk |
Fl |
Fm |
Fn |
Fo |
Fr |
Ft |
Fu |
Fy
 
Fea |
Feb |
Fec |
Fed |
Fee |
Fef |
Feg |
Feh |
Fei |
Fej |
Fek |
Fel |
Fem |
Fen |
Feo |
Fer |
Fes |
Fet |
Feu |
Fev |
Few |
Fey |
Fez
Die Liste der Biografien führt alle Personen auf, die in der deutschsprachigen Wikipedia einen Artikel haben. Dieses ist eine Teilliste mit 160 Einträgen von Personen, deren Namen mit den Buchstaben „Fes“ beginnt.

## Fes

### Fesc
- Fesca, Alexander (1820–1849), deutscher Komponist und Pianist
- Fesca, Friedrich Ernst (1789–1826), deutscher Violinist und Komponist
- Fesca, Max (1846–1917), deutscher Bodenkundler und Pflanzenbauwissenschaftler
- Fesca, Ursula (1900–1975), deutsche Keramikerin
- Fesch, Jacques (1930–1957), französischer Polizistenmörder
- Fesch, Joseph (1763–1839), französischer KardinalJoseph Fesch (1763–1839)

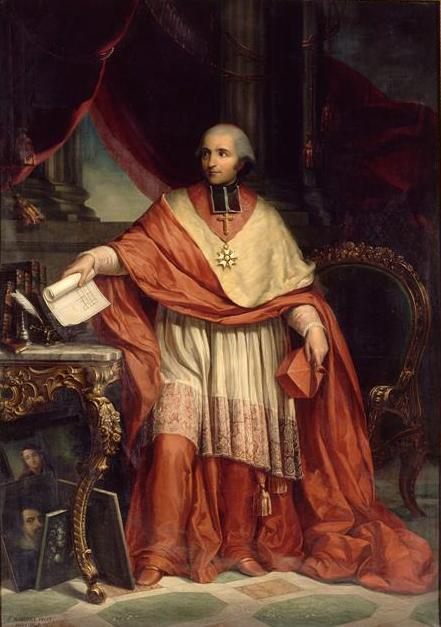
Joseph Fesch (1763–1839)

- Fesch, Willem de († 1761), niederländischer Violinist und Komponist
- Feschin, Nikolai Iwanowitsch (1881–1955), russischer Maler, Grafiker und Schriftsteller
- Fescourt, Henri (1880–1966), französischer Filmregisseur

### Fese
- Fesefeldt, Joachim (1955–2017), deutscher Politikwissenschaftler und Bibliothekar
- Fesel, Johann Christoph (1737–1805), deutscher Hofmaler
- Fesel, Philipp (1565–1610), Mediziner, Leibmedikus des Markgrafen von Baden-Durlach, Gegner der Astrologie
- Feselen, Melchior († 1538), deutscher Maler
- Fesenmair, Hans Christoph (1587–1664), Goldschmied, Stadtrat und Bürgermeister in Augsburg
- Fesenmeier, Michael (1825–1893), deutscher Brauer und Gründer der Cumberland Brewing Company in Cumberland
- Feser, Albert (1901–1993), deutscher Maler und Kunsterzieher
- Feser, Alexa (* 1979), deutsche Sängerin und SongwriterinAlexa Feser (* 1979)

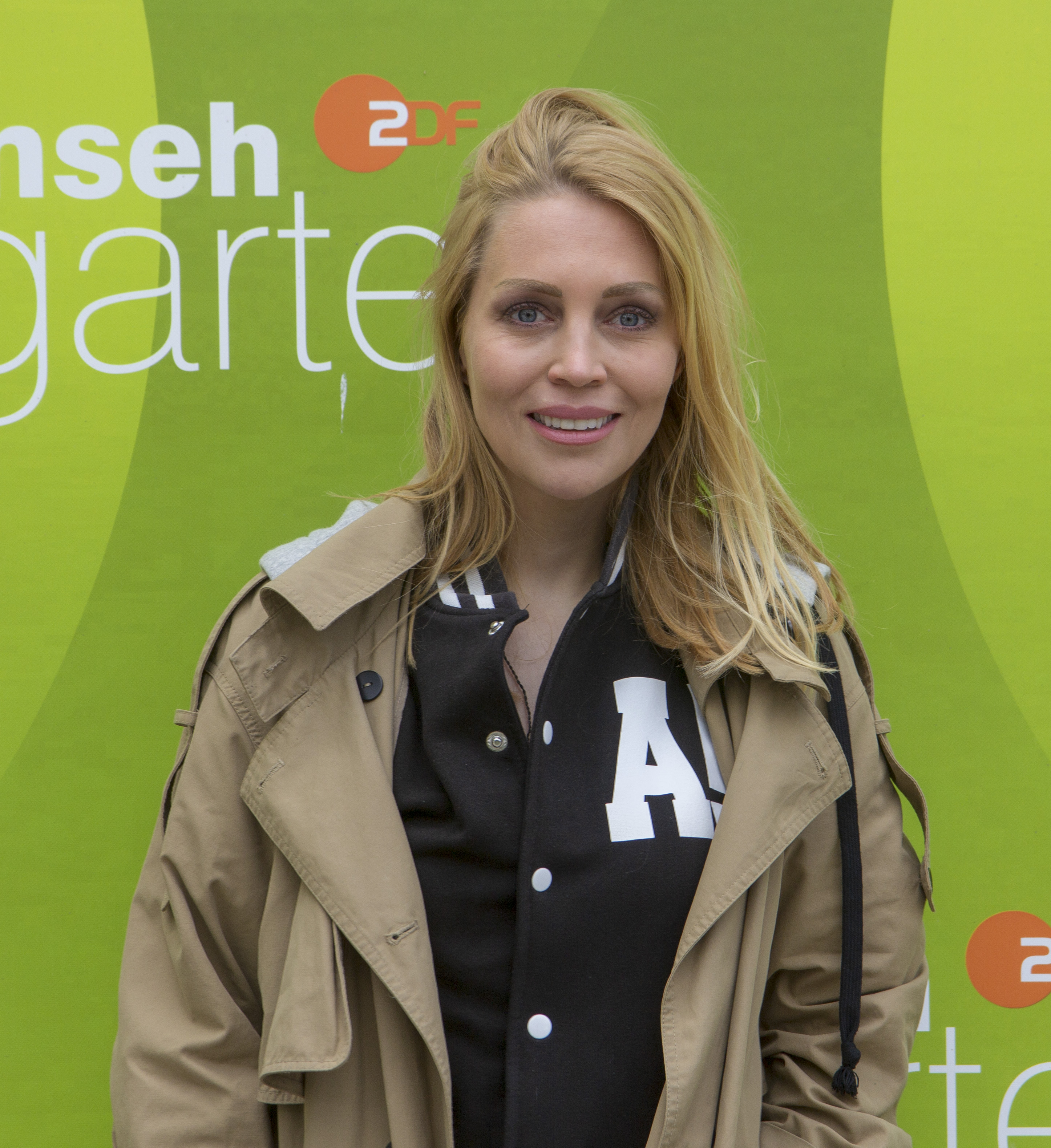
Alexa Feser (* 1979)

- Feser, Christiane (* 1977), deutsche Künstlerin und Fotografin
- Feser, Herbert (1939–2020), deutscher Psychologe
- Feser, Hugo (1873–1958), deutscher Politiker (SPD), MdHB
- Feser, Jan (* 1985), deutscher Politiker (AfD)
- Feser, Johann (1841–1896), deutscher Tierarzt und Mikrobiologe
- Feser, Justin (* 1992), deutsch-kanadischer Eishockeyspieler
- Feser, Klaas (* 1977), deutscher Eishockeyspieler
- Feser, Lutz (* 1975), deutscher Eishockeyspieler
- Feser, Thomas (* 1965), deutscher Politiker (CDU)
- Feser, Till (* 1972), deutscher Eishockeyspieler
- Feser, Uta M. (* 1959), deutsche Wirtschaftswissenschaftlerin und Hochschullehrerin

### Fesh
- Feshbach, Herman (1917–2000), US-amerikanischer theoretischer Physiker
- Feshchanka, Vitali (* 1974), belarussischer ehemaliger Handballspieler

### Fesi
- Fesinger, Edouard, belgischer Sportschütze
- Fesinger, Fabian, Lemberger Bildhauer deutscher Abstammung
- Fesinger, Sebastian, Lemberger Bildhauer deutscher Abstammung

### Fesk
- Feske, Susanne (1957–2020), deutsche Politikwissenschaftlerin
- Feskens, John (* 1965), niederländischer Fußballspieler und -trainer

### Fesl
- Fesl, Florian (* 1988), deutscher volkstümlicher Sänger
- Fesl, Fredl (1947–2024), deutscher Musiker und SängerFredl Fesl (1947–2024)

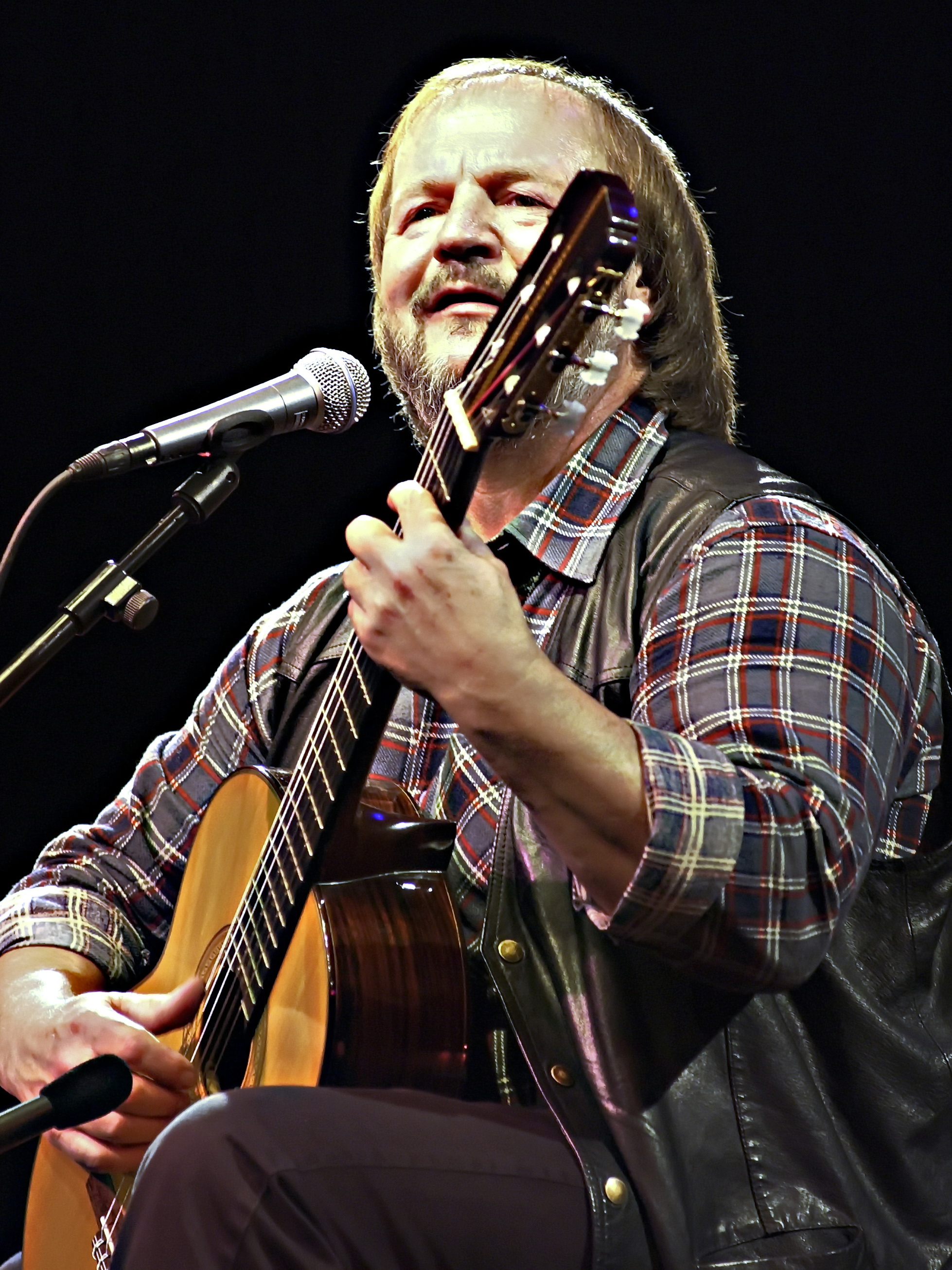
Fredl Fesl (1947–2024)

- Fesl, Harald (* 1962), österreichischer Fußballspieler
- Fesler, Mario (* 1978), deutscher Schriftsteller

### Fesn
- Fesneau, Marc (* 1971), französischer Politiker (MoDem)
- Feșnic, Horațiu (* 1989), rumänischer Fußballschiedsrichter

### Fesp
- Fesperman, Dan (* 1955), US-amerikanischer Schriftsteller

### Fess
- Fess, Simeon D. (1861–1936), US-amerikanischer Politiker
- Fessaguet, Roger (1931–2014), französisch-US-amerikanischer Koch
- Fessaha, Alganesh (* 1948), italienisch-eriträische Menschenrechtlerin
- Fessel, Hans Günter (1927–1995), deutscher Politiker (SPD), MdL
- Fessel, Karen-Susan (* 1964), deutsche Schriftstellerin
- Fessel, Nicole (* 1983), deutsche Skilangläuferin
- Fesseler, Uli (* 1960), deutsche Fernsehmoderatorin
- Fesselet, Gilbert (1928–2022), Schweizer Fussballspieler
- Fesselier, Martial (* 1961), französischer Sportgeher
- Fessen, Helmut (* 1934), deutscher Historiker
- Fessenden, Jack, US-amerikanischer Filmschauspieler, Filmemacher, Musiker und Filmkomponist
- Fessenden, Larry (* 1963), US-amerikanischer Filmschauspieler, Filmemacher und Filmproduzent
- Fessenden, Nicholas (1847–1927), US-amerikanischer Anwalt und Politiker
- Fessenden, Reginald (1866–1932), kanadischer Erfinder und RundfunkpionierReginald Fessenden (1866–1932)

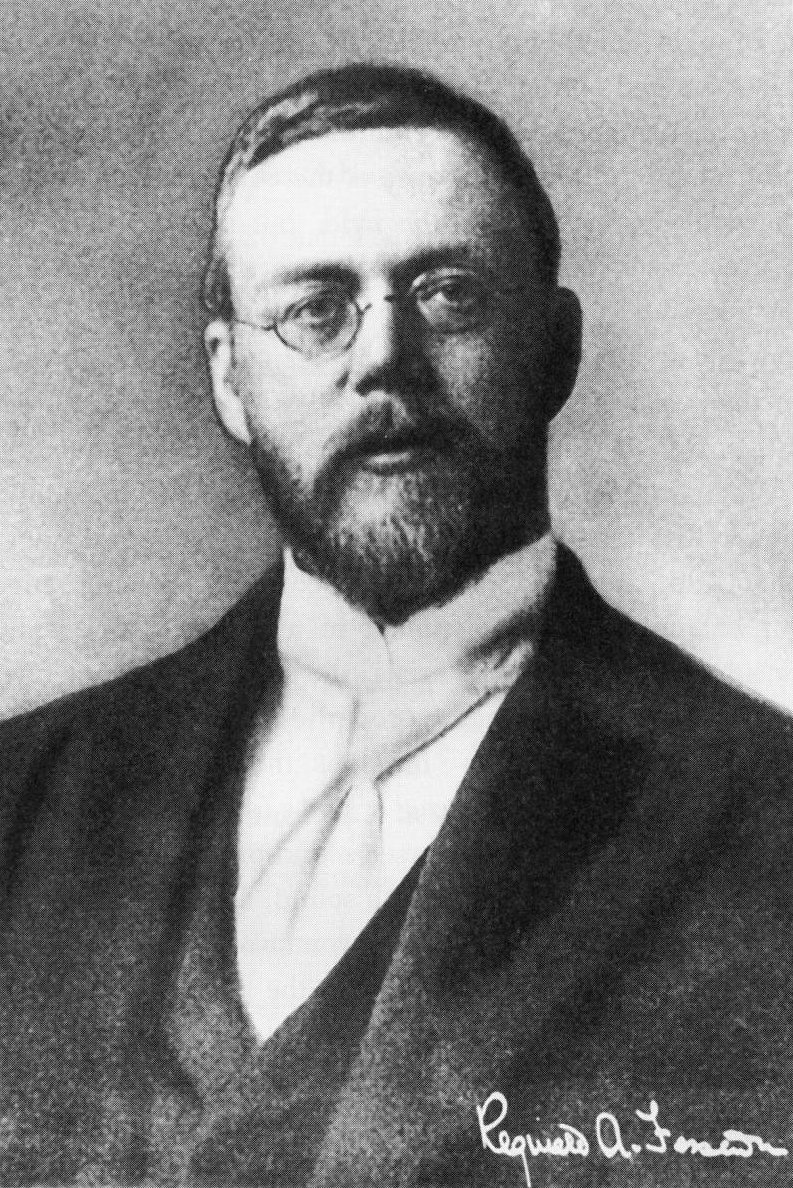
Reginald Fessenden (1866–1932)

- Fessenden, Samuel C. (1815–1882), US-amerikanischer Politiker
- Fessenden, Thomas (1826–1868), US-amerikanischer Politiker
- Fessenden, William P. (1806–1869), US-amerikanischer Politiker, Senator und Finanzminister
- Fessenko, Iwan Borissowitsch (* 1962), russischer Mathematiker
- Fessenko, Jekaterina Alexejewna (* 1958), sowjetische Hürdenläuferin
- Fessenko, Juchym (1850–1926), ukrainischer Drucker und Verleger
- Fessenko, Kyrylo (* 1986), ukrainischer Basketballspieler
- Fessenko, Serhij (* 1959), ukrainischer Schwimmer, Olympiasieger
- Fessenkow, Wassili Grigorjewitsch (1889–1972), russischer Astronom und Hochschullehrer
- Fesser, Gerd (* 1941), deutscher Historiker
- Fesser, Javier (* 1964), spanischer Filmregisseur, Drehbuchautor, Filmeditor und Publizist
- Fesser, Klaus (* 1952), deutscher Physiker, Professor für Theoretische Physik
- Fesser, Leon (* 1994), deutscher Fußballspieler
- Fesser, Sebastian (* 1977), deutscher Autor, Schauspieler und Immobilien-Experte
- Fessia, Antonio (1901–1968), italienischer Automobil- und Flugzeugkonstrukteur
- Fessikow, Sergei Wassiljewitsch (* 1989), russischer Schwimmer
- Fessikowa, Anastassija Walerjewna (* 1990), russische Schwimmerin
- Fessjun, Kiril (* 2002), ukrainischer Fußballtorhüter
- Fessl, Monique (* 1974), österreichische Musikproduzentin, Komponistin, Techno-DJ, Sängerin und Medienkünstlerin
- Fessl, Ulli (* 1942), österreichische Schauspielerin
- Fessler, Albert (1908–1978), deutscher Maler und Kunstpädagoge
- Fessler, Elisabeth (* 1989), deutsche Trompeterin
- Feßler, Ernst (1908–1979), deutscher Volkswirt
- Feßler, Hans (1896–1973), österreichischer Architekt
- Feßler, Ignaz Aurelius (1756–1839), Schriftsteller, Geistlicher und Freimaurer
- Feßler, Ingo (1925–1982), österreichischer Architekt
- Feßler, Johann Baptist (1803–1875), österreichischer Bildhauer
- Feßler, Joseph (1813–1872), österreichischer Geistlicher, Bischof von St. Pölten und Politiker, Landtagsabgeordneter
- Feßler, Karl († 2010), deutscher Politiker (CDU)
- Fessler, Norbert (* 1955), deutscher Sport- und Sozialwissenschaftler, Hochschullehrer
- Fessler, Peter (1928–2023), österreichischer Jurist, Verfassungsrichter
- Fessler, Peter (* 1959), deutscher Jazzmusiker (Gesang und Gitarre) und Songwriter
- Feßler, Ulrich (1935–1987), österreichischer Architekt
- Feßmaier, Johann Georg (1775–1828), deutscher Rechtswissenschaftler, Historiker und Verwaltungsbeamter
- Feßmann, Ernst (1881–1962), deutscher General der Panzertruppe im Zweiten Weltkrieg
- Fessmann, Ingo (* 1941), deutscher Rechtsanwalt
- Feßmann, Klaus (* 1951), deutscher Pianist, Komponist und Klangkünstler
- Feßmann, Meike (* 1961), deutsche Literaturkritikerin, Autorin und Journalistin
- Feßmeyer, Hans (1886–1956), deutscher Lehrer, Heimatforscher und Autor
- Fessner, Michael (1957–2021), deutscher Historiker
- Fessy, Charles-Alexandre (1804–1856), französischer Organist und Komponist

### Fest
- Fest, Alexander (* 1960), deutscher Verleger
- Fest, Anton (1908–1998), deutscher Jurist und SS-Führer, Leiter der Sicherheitspolizei und des SD in Sarajewo
- Fest, Barbara (* 1953), US-amerikanische Judoka
- Fest, Joachim (1926–2006), deutscher Historiker, Journalist und AutorJoachim Fest (1926–2006)

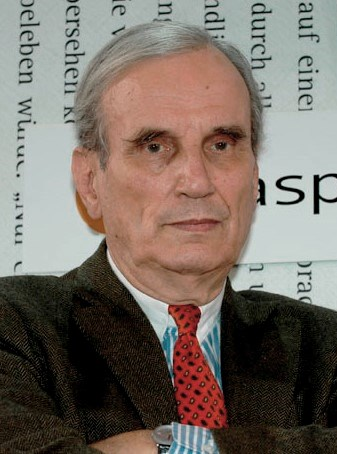
Joachim Fest (1926–2006)

- Fest, Johannes (1889–1960), deutscher Pädagoge und Politiker
- Fest, Nadine (* 1998), österreichische Skirennläuferin
- Fest, Nicolaus (* 1962), deutscher Journalist und Politiker (parteilos, AfD)
- Fest, Rainer (* 1953), deutscher Bildhauer
- Fest, Timo (* 1980), deutscher Strafrechtslehrer
- Fest, Winfried (1928–1994), deutscher Jurist und Staatssekretär
- Festa Campanile, Pasquale (1927–1986), italienischer Filmregisseur und Schriftsteller
- Festa Campanile, Raffaele (* 1961), italienischer Fernsehregisseur
- Festa, Al (* 1958), italienischer Musiker, Filmkomponist und Filmregisseur
- Festa, Alberto (1939–2024), portugiesischer Fußballspieler
- Festa, Costanzo († 1545), italienischer Komponist
- Festa, Giuseppe Maria (1771–1839), italienischer Violinvirtuose, Musikpädagoge, Komponist und Dirigent
- Festa, Nelson († 1993), argentinischer Fußballspieler
- Festa, Ottavio (1791–1854), italienischer Kapellmeister und Komponist
- Festa, Sebastiano († 1524), italienischer Komponist und Sänger
- Feste, Shana (* 1976), US-amerikanische Regisseurin und Drehbuchautorin
- Festenberg und Packisch, George Heinrich Sigismund von (1680–1751), preußischer Landrat
- Festenberg und Packisch, George Heinrich Sigismund von (1705–1761), preußischer Landrat
- Festenberg und Pakisch, Christoph Heinrich von (1694–1772), preußischer Landrat
- Festenberg von Hassenwein, Johann (1738–1808), kaiserlicher Feldmarschall-Lieutenant, Ritter des Maria-Theresia-Ordens, Kommandant von Temesvar
- Festenberg, Gustav von (1892–1968), österreichischer Autor, Lyriker
- Fester, Emilia (* 1998), deutsche Politikerin (Bündnis 90/Die Grünen), MdB
- Fester, Richard (1860–1945), deutscher Historiker
- Fester, Richard (1910–1982), deutscher Paläolinguist und Autor
- Festerling, Arnd (* 1961), deutscher Journalist
- Festerling, Brett (* 1986), deutsch-kanadischer Eishockeyspieler
- Festerling, Garrett (* 1986), deutsch-kanadischer Eishockeyspieler
- Festerling, Günther (1935–2018), deutscher Reitmeister
- Festerling, Tatjana (* 1964), deutsche Rechtspopulistin
- Festetics de Tolna, Joseph (1694–1757), österreichischer General der Cavallerie in den Türkenkriegen
- Festetics, Andor (1843–1930), ungarischer Politiker und Agrarminister
- Festetics, Antal (* 1937), österreichischer Zoologe, Ethnologe, Naturschützer und Forstwissenschaftler
- Festetics, György (1755–1819), ungarischer Landwirt und Reformer
- Festetics, György (1815–1883), ungarischer Politiker, Minister und Hofbeamter
- Festetics, Imre (1764–1847), ungarischer Großgrundbesitzer und Genetiker
- Festetics, Marie (1839–1923), Hofdame der österreichischen Kaiserin ElisabethMarie Festetics (1839–1923)

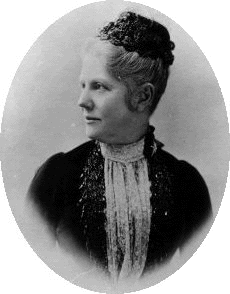
Marie Festetics (1839–1923)

- Festetics, Sándor (1882–1956), ungarischer Politiker und Verteidigungsminister
- Festetics, Tassilo (1813–1883), österreichischer Offizier, zuletzt General der Kavallerie
- Festetics, Tasziló (1850–1933), ungarischer Politiker, Pferdezüchter und Hofbeamter
- Festge, Reinhold (* 1945), deutscher Unternehmer
- Festi, Giuseppe (1816–1882), österreichischer Graf und Politiker
- Festing, Francis (1902–1976), britischer Generalfeldmarschall und Chef des Imperialen Generalstabes
- Festing, Heinrich (1930–2022), deutscher Geistlicher, Generalpräses des Kolpingwerks und Rektor der Minoritenkirche zu Köln (1972–2002)
- Festing, Johann (1655–1691), deutscher Rechtswissenschaftler, Hochschullehrer und Rektor
- Festing, Matthew (1949–2021), britischer Großmeister des MalteserordensMatthew Festing (1949–2021)

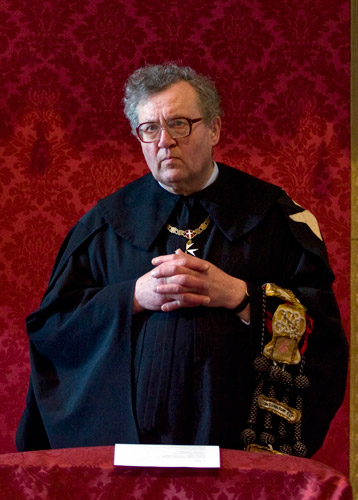
Matthew Festing (1949–2021)

- Festing, Michael Christian (1705–1752), englischer Violinist und Komponist
- Festinger, Leon (1919–1989), US-amerikanischer Sozialpsychologe
- Festinger, Robert, US-amerikanischer Drehbuchautor und Filmregisseur
- Festl, Georg (* 1987), deutscher Opernsänger in der Stimmlage Bass-Bariton
- Festner, Sebastian (1894–1917), deutscher Jagdflieger im Ersten Weltkrieg
- Festorazzi, Franco (1928–2021), italienischer Geistlicher, römisch-katholischer Erzbischof von Ancona-Osimo
- Festraets, Kamiel (1904–1974), flämischer Uhrmacher
- Festugière, André-Jean (1898–1982), französischer Religionshistoriker und Klassischer Philologe
- Festus, Porcius († 62), Präfekt von Judäa
- Festus, Rufus († 380), römischer Historiker
- Festus, Sextus Pompeius, römischer Lexikograph

### Fesu
- Fesuh, Tesfaye Woldemariam (* 1961), äthiopischer Geistlicher und Apostolischer Visitator für die äthiopisch-katholischen Gläubigen in den USA und Kanada

### Fesz
- Feszty, Adolf (1846–1900), ungarischer Architekt und Politiker
- Feszty, Árpád (1856–1914), ungarischer Maler